# Audacity
Audacity是一款跨平台的音频编辑软件，用於錄音和編輯音訊，是自由、開放原始碼的軟體，並根據GPLv2+授權條款分發。可在macOS、Microsoft Windows、Linux和其它作業系統上運作。

## 簡史
Audacity於1999年由Dominic Mazzoni和Roger Dannenberg在卡內基梅隆大學創建，隨後於2000年5月作為自由軟體在SourceForge.net上發布。
Audacity在2004年7月獲選為SourceForge當月最佳推薦專案，2007年7月選多媒體類的SourceForge.net 2007社群选择大奖。2008年5月，Audacity被列入《PC World》雜誌美國版讀者和編輯選出的年度最佳產品100強列表。
2021年4月30日，Audacity被Muse Group收购。
2021年7月，Audacity更新了其隱私政策，其中包含一個條款，允許Muse Group收集「法律遵循、訴訟和相關權威機構所需的數據」。這次更新引發了爭議，有觀點質疑Audacity或已轉變為間諜軟件。面對此一爭議，Audacity撤銷了其資料共享的決策，並限制了在網絡上用於版本檢查與錯誤報告的資料傳送。

## 特点
Audacity的特点：
- 多語使用者介面（切換時必須重新開啟软件）
- 匯入與匯出WAV、MP3、Ogg Vorbis或者其他的聲音檔案格式
  - 從1.3Beta開始支援MP4、MOV、WMA、M4A、AC3檔。
- 錄音與放音
- 對聲音做剪下、複製、貼上（可復原無限次數）
- 多音軌混音
- 多种數位效果與外掛程式[9]
- 波封編輯
- 雜音消除
- 支援多聲道模式，取樣頻率最高可至96 kHz，每個取樣點可以以24 bits表示[10]
- 支援Nyquist程式語言（英语：Nyquist_(programming_language)），讓您自行撰寫效果器
- 對聲音檔進行切割。（1.3 beta及更高版本）

## 語言支援
Audacity內置了志願者幫助翻譯的超過60種的界面語言，儘管其中一部分翻譯並不完全。
除了英語幫助外，另有供給其他諸多語言的ZIP幫助檔案可供下載。
Audacity網站也提供數個語種的教程。

## 接受情況
CNET給Audacity打5/5顆星，並稱其「特性豐富而靈活」。
PC World的Preston Gralla稱，「如若你對製作音樂、編輯音樂及混音感興趣，那你會想要Audacity。」
TechRepublic的Jack Wallen強調了它的特性和易用性。
PC Magazine的Michael Muchmore給其打3.5/5顆星，並說：「儘管不如Adobe、Sony、M-Audio旗下同類產品那樣靈巧，但Audacity在免費軟體中可說是特性萬分全面的了。」
2021年5月，Audacity被Muse Group收購，並且在源始碼中加入基於Google分析與Yandex.Metrica的原始碼以回傳使用者資料，隨後引發大量使用者的負面批評，迫使Audacity縮限回傳資料用於錯誤回報及版本更新提示。Audacity新的隱私政策將在3.0.3版本生效。

## 局限
- 原先僅支援32位元VST的功能限制，也在3.1.x之後的版本才能支援32位元以及64位元VST音訊效果插件。[21]
- 由于专利许可问题，要輸入或輸出M4A (AAC)、WMA等专有檔案格式，需要額外安裝的的FFmpeg庫。[22]

## 使用教學
- Audacity Wiki
- Audacity Manual Contents
- Audacity使用手冊（页面存档备份，存于）
- 消除人聲（页面存档备份，存于）
- 改變播放速度（页面存档备份，存于）
- Audacity的使用教學（页面存档备份，存于）

## 外部連結
- 官方网站（其內下載頁面有安裝版與免安裝版選擇）軟體使用說明（英文）
- Audacity的Facebook專頁
- YouTube上的Audacity頻道
- Audacity隱私問題 （页面存档备份，存于）